# E típusú kisbolygók
Az E típusú kisbolygók a kisbolygók egy sajátos csoportját alkotják, mert a felszínüket jellegzetes visszaverési színkép jellemzi. Ez a visszaverési színkép igen hasonlít az ensztatit akondritok színképére.

## Helyük a Naprendszerben
Már a Gradie és Tedesco-féle kisbolygó-színkép elhelyezkedési térkép megmutatta, hogy a kisbolygóöv belső határán igen nagy az E típusú színképpel rendelkező kisbolygók száma. Ez a szám kifelé haladva a kisbolygó övben csökken. Mivel az öv belső szélén a kisbolygók Hungaria dinamikai családja található, így szoros kapcsolat alakult ki a dinamikai kisbolygócsalád és a színképi típus populációs köre között. Van azonban jelentős méretű képviselője az E típusnak az övön belül is, mint például a 64 Angelina kisbolygó.

## Jellemzőik
Igen jó fényvisszaverő képességűek az E típusú kisbolygók. Albedójuk legalább 0,3 vagy még nagyobb. Ez jelentős mértékben megkülönbözteti őket az M típusú kisbolygók körétől, melyek színképe szintén egyenletesen csökkenő lefutású a rövidebb hullámhosszak felé. Színképük az aubritok vagy ensztatit akondritok színképével mutat nagy hasonlóságot.

## Három alcsoportjuk
A legújabb mérések során az E típusú kisbolygókat három színképi alcsoportra osztották. Az első a Hungaria-szerűek csoportja (vagy E(I) típus), melynek színképében nincsen színképvonal. A második az Angelina-szerűek csoportja (vagy E(II) típus), melynek színképében erőteljese elnyelési vonal található a 0,5 mikrométernél és a 0,92 mikrométernél. A harmadik a Nysa-szerűek csoportja (vagy E(III) típus). Ezeknél a kisbolygóknál egy gyenge 0,9 mikrométeres elnyelési vonal figyelhető meg. A 0,5 mikrométeres elnyelési vonal az aubritokban is megfigyelhető oldhamit (CaS) ásványtól ered.

## A Rosetta látogatása a Steins kisbolygónál
Az ESA Rosetta űrszondája 2008. augusztus 5-én elhaladt a 2867 Šteins kisbolygó mellett, és méréseket végzett a kisbolygón. A Šteins kisbolygó az Angelina-szerűek csoportjába (vagy E(II) típusba) tartozó színképű, E típusú kisbolygó.